# Буркут Ігор Григорович
Ігор Григорович Буркут (*24 березня 1947, х. Дудукалів Єгорлицького району Ростовської області (Росія)) — науковець , педагог, журналіст, політолог, громадський діяч.

## Біографія
Предки Ігоря Григоровича Буркута, тікаючи від безземелля, переселилися на Північний Кавказ з Гуцульщини, з села Буркут (тепер, це  Івано-Франківська область). Дід Ігоря Григоровича — Олексій, при оформленні документів взяв собі за прізвище назву свого села.

Батько, Буркут Григорій Олексійович, був учасником Другої Світової війни, мав декілька поранень, останній раз — дуже важке. Його виходила медична сестра воєнного госпіталю Марія, в 1945 році вони одружились.
Мама Ігоря Григоровича мала польське коріння. ЇЇ батько, Ян Ернестович Валішевський, належав до відомого польського роду. За участь у польському повстанні 1863 року проти російських загарбників Валішевських заслали до Сибіру і позбавили всіх прав. .

Батько Ігоря Буркута, після демобілізації з армії й закінчення Вчительського інституту, отримав пропозицію переїхати разом з родиною в Тернопільську область, в місто Чортків, працювати інспектором районного відділу народної освіти.
В Чорткові Ігор Буркут навчався до восьмого класу в місцевій школі № 2, потім всупає в Чортківське медичне училище, по закінченні якого працював в лабораторії, підготувався до вступу в університет і в 1968 році вступив на заочне відділення історичного факультету Чернівецького державного університету, а через три роки перевівся на стаціонар.
В університеті спеціалізувався з історії України, насамперед — історії західно-українських земель. Його становленню як історика-науковця сприяли викладачі В. М. Курило, І. М. Тодорович, З. Ф. Пенюк, Анатолій Колодний, Микола Чурилов та інші.

Навчаючись на останньому курсі, Ігор Буркут влаштувався на роботу у Чернівецький краєзнавчий музей, після отримання диплома залишився там на постійну роботу, а через деякий час перейшов на роботу на кафедру всесвітньої історії Чернівецького університету.
Крім педагогічної, Ігор Буркут багато займався науковою діяльністю, вступив на заочне відділення аспірантури.

Буркут І. Г. з лекцією в Муніципальній бібліотеці імені Анатолія Добрянського, 2010рік.

У 1978 Ігоря Буркута зараховують молодшим науковим співробітником у Чернівецький відділ інституту історії АН УРСР, в 1985 році він захищає кандидатську дисертацію, присвячену політиці СФРЮ в галузі науки, стає старшим науковим співробітником.
У 70-80 роках Ігор Григорович чимало уваги приділив лекторській роботі в товаристві «Знання» і Товаристві охорони пам'яток історії та культури.
З кінця 70-х рр Ігор Буркут почав регулярно дописувати до чернівецьких газет.

Восени 1988 року було створено товариство «Оберіг», лідерами якого стали поет Микола Бучко, журналіст Ігор Чеховський, викладач університету Марина Романець-Комолова та деякі інші. Серед керівників «Оберегу» був й Ігор Буркут, а серед активістів — актор і режисер Василь Вовкун, художник Олег Любківський, громадський діяч Володимир Старик та багато інших. 

Паралельно з «Оберегом» і в тісному контакті з ним діяло громадське об'єднання «Січ», в роботі якого брали участь молоді поети і прозаїки Сергій Пантюк, Василь Кожелянко та інші. Вони взяли активну участь у створенні Народного Руху України, на установчому з'їзді якого у вересні 1988 року у Києві був присутній й І. Г. Беркут.

Із загостренням політичної боротьби в суспільстві, він активно включився в діяльність на боці демократичних сил. Разом з однодумцями ініціював створення Демократичної партії України, першим очолив чернівецьку міську організацію ДемПУ. Практична діяльність у царині політики мала велике значення для кращого розуміння тих політологічних проблем, котрі досліджував І. Г. Буркут.

Хоча громадсько-політична робота займала все більше часу, Ігор Григорович встигав ще вести наукові дослідження і викладати в Чернівецькому державному університеті.
Перша половина 90-х рр. виявилась дуже плідною у журналістській та публіцистичній діяльності Ігоря Григоровича — він стає членом Національної спілки журналістів України, видає книгу, присвячену історії українських збройних сил 20-го сторіччя.

Ігор Буркут з письменником Василем Кожелянком (в центрі), 2007 рік

Головна увага досліджень Ігоря Буркута у другій половині 90-х років концентрувалась на вивченні політичного життя України та ряду інших країн. В цей період, крім роботи на різних кафедрах історичного фокультету Чернівецького університету, він плідно працював в чернівецькому відділі Інституту світової економіки та міжнародних відносин НАН України, Чернівецькому реігональному центрі перепідготовки та підвищення кваліфікації працівників органів державної влади, органів місцевого самоврядування, керівників державних підприємств, установ та організацій, Навчально-методичному центрі культури Буковини, Інституті післядипломної педагогічної освіти.

Протягом багатьох років, крім написання і публікації окремих різнопланових книг одноосібно і в співавторстві, крім публікації сотень статей в газетах і журналах, Ігор Буркут регулярно виступав на різних каналах радіо і телебачення (місцевого, республіканського, Бі-Бі-Сі, «Свобода» та інших).
Особливо цінна та частина творчого доробку Ігоря Буркута, яка охоплює його буковинознавчі розвідки. Вони торкаються дискусійних питань формування краю, його етнонаціональної специфіки, діяльності владних інституцій, внеску провідних діячів в українську та загальноєвропейську культуру. 
Діяльність Ігоря Григоровича Буркута — «праця науковця та публіциста, непересічного педагога та лектора, отримала громадське визнання і відмічена нагородами».

## Друковані праці

### Видані книги

Біобібліографічний покажчик — виданий до 60-ліття І. Г. Буркута. 2008 рік

- Проблемы национальных отношений с СФРЮ в освещении современных югославских авторов. — К.: ИСЭПЗС АН УССР, 1981. — 56 с.
- Нові громадсько-політичні організації та національно-культурні товариства Чернівецької області: Довідник/ У співавт. з Я.Курком. — Чернівці: Знання, 1991. — 116 с.
- А ми тую славу збережемо: З історії українських збройних сил у ХХ ст. — Чернівці: Час, 1992. — 74 с.
- Військові традиції і сучасность. — Чернівці: Мол.буковинець, 1998. — 160 с.+16 с.іл.
- Політичні процеси: історія, міфи, реальність (погляд з регіону). — Чернівці: Прут, 2005. — 572 с.
- Сучасна Буковина: 1991—2005 рр. в підсумках соціально-економічного та політичного розвитку краю: Монографія/ У співавт. з О.Герасько та М.Романівим. — Чернівці, 2006. — 216 с.
- Зброя останньої надії проти зброї відчаю: 2-ге вид. — Чернівці: Прут, 2008. — 216 с.
- Виборчі технології: регіональний досвід/ У співавт. з О. Колесніковим. — Чернівці: Букрек, 2009. — 240 с.
- Русинство: минуле і сучасність. — Чернівці: Прут, 2009. — 384 с.
- Suceava — Hotin: Itinerarii culturale=kulturni marshruti=cultural itineraries/ У співавт. з С. Гакманом. — Cluj-Napoca: Qual Media, 2009. — 149 p.

### Публікації в періодичних і спеціальних виданнях
Опубліковано близько 1700 статей
в журналах:

«Славяноведение» (Москва), «Русин» (Кишинів), Бліц-Захід (Львів), Буковинський вісник державної служби та місцевого самоврядування (Чернівці), Буковинський журнал (Чернівці), Вісник Чернівецького філософського товариства (Чернівці), Літопис Коломийський (Коломия), Мысль(Кишинів), Сучасність (Київ), Українська ластівка (Чернівці), Форум (Чернівці).
та газетах:

Буковина (Чернівці), Буковинське віче (Чернівці), Версії (Чернівці), Вечірні Чернівці (Чернівці), Вісті з України (Київ), Доба (Чернівці), За вільну Україну (Львів), Зоріле Буковиней (Чернівці), Крок. Захід (Чернівці), Молодий буковинець (Чернівці), Наш вибір (Київ), Незалежність (Київ), Нова буковинська газета (Чернівці), Радянська Буковина (Чернівці), Радянське село (Сторожинець), Радянський студент (Чернівці), Погляд (Чернівці), Салон Дона и Баса (Донецьк), Сельская жизнь (Київ), Слово Просвіти (Київ), Труд в Украине (Київ), Університетський вісник Чернівці), Час (Чернівці), Час-пік (Чернівці), Чернівці (Чернівці).

## Нагороди
- Ювілейна медаль «20 років незалежності України» (2011);
- Медаль «За заслуги» (1996);
- «Хрест Заслуги» (2006);
- Звання «Лицар слова-2007» (2007);
- Відзнака «За заслуги» Чернівецької ОДА.